# Karl von Wedel-Piesdorf
Karl Busso Gottlob von Wedel, zeitgenössisch Carl von Wedel, (* 19. Oktober 1845 in Aachen; † 7. November 1917 in Piesdorf, Provinz Sachsen) war ein deutscher Verwaltungsjurist im Königreich Preußen.

## Leben
Karl von Wedel war der zweitälteste Sohn von Busso von Wedell. Er studierte an der Georg-August-Universität Göttingen Rechtswissenschaft. 1865 wurde er Mitglied des Corps Saxonia Göttingen. Nach dem Referendar- und Assessorexamen trat er in den preußischen Staatsdienst. Am Deutsch-Französischen Krieg nahm er im 2. Garde-Dragoner-Regiment teil. Von 1877 bis 1916 war er Landrat im Mansfelder Seekreis. Er war auch Mitglied im Provinziallandtag der Provinz Sachsen. Seit 1896 war er preußischer Kammerherr.
Seit 1884 war von Wedel mit Walpurgis von Trotha verheiratet. Er erbte Piesdorf von seinem Bruder Wilhelm von Wedel-Piesdorf und vererbte es Busso von Wedel (1885–1946).